# Fadika Kramo-Lanciné

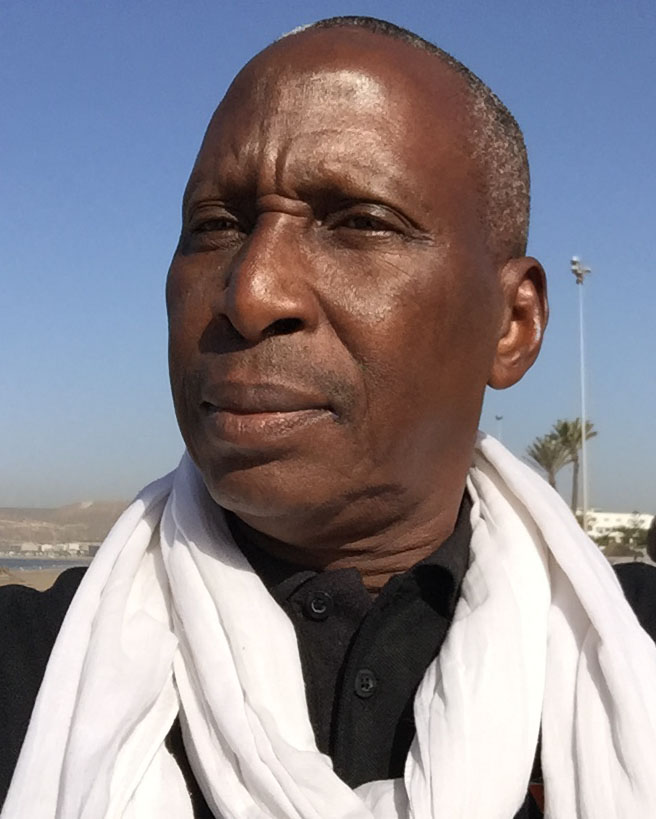
Fadika Kramo-Lanciné (2016)

Fadika Kramo-Lanciné (geboren 1948 in Danané, Französisch-Westafrika; gestorben am 5. Juni 2022) war ein Regisseur, Autor und Filmschaffender aus der Elfenbeinküste. In Deutschland ist er vor allem durch seinen Film Die Kaste (org. Djeli, conte d'aujourd’hui) bekannt, der erstmals im Mai 1982 in der ARD ausgestrahlt wurde.

## Leben und Werk
Fadika Kramo-Lanciné studierte an der Universität von Abidjan moderne Literatur und anschließend Filmwissenschaft an der École Louis-Lumière in Paris. Von 1975 an filmte er für das Office National de Promotion Rurale pädagogische Filme und Fernsehsendungen zum Thema Entwicklung. In seinem Hauptwerk Die Kaste erzählt Fadika Kramo-Lanciné von den Schwierigkeiten, die die traditionelle Sozialstruktur seines Landes in der Jetztzeit bereitet. Er nutzt dazu die Form einer Liebesgeschichte.
Von 2013 bis 2016 war Fadika Kramo-Lanciné Generaldirektor des Office National du Cinéma de Côte d’Ivoire (ONAC-CI). 2019 erschien sein Roman Les Tribulations D’un Film Africain, den er anlässlich des fünfzigsten Bestehens des Festival panafricain du cinéma et de la télévision de Ouagadougou vorstellte.

## Filmografie (Auswahl)
- La fin de la course. Kurzfilm. 1974
- Djeli, conte d’aujourd'hui (dt. Die Kaste). 1981, Regie
- Wariko, le gros lot. 1994, Regie, Buch, Produktion

## Auszeichnungen
- 1981 Yennega Stallion des Festival panafricain du cinéma et de la télévision de Ouagadougou für Djeli, conte d'aujourd’hui[6]